# Ectoedemia insignata
Ectoedemia insignata là một loài bướm đêm thuộc họ Nepticulidae. Nó được miêu tả bởi Puplesis năm 1988. Nó được tìm thấy ở Tadzhikistan.